# Te Waikoropupū Springs
Koordinaten: 40° 50′ 52,2″ S, 172° 46′ 8,8″ O
Die Te Waikoropupū Springs (Pupu Springs) sind ein Quelltopf an der Küste der Golden Bay / Mohua in der Region Tasman auf der Südinsel Neuseelands, etwa 6 km westlich von Tākaka im Tal des Tākaka River gelegen. Die Quellen sind für ihr klares Wasser und den hohen Wasserausstoß bekannt und sind religiös bedeutsam für die Māori.

## Sichtweiten
Die horizontale Sichtweite des Wassers im Quelltopf wurde vom National Institute for Water and Atmosphere (NIWA) mit im Mittel 63 Meter gemessen. Bis 2011 war dies die größte Sichtweite in einem Binnengewässer, übertroffen nur von Gletschereis bedeckten Seen in der Antarktis.
2011 verlor der See seinen Rekordstatus, als im Rotomairewhenua / Blue Lake, ebenfalls in der Region Tasman, vom NIWA deutlich höhere Sichtweiten gemessen wurden. Die Messungen bestimmten Sichtweiten von 70 bis 80 Meter (destilliertes Wasser für Laborzwecke hat eine Sichtweite von etwa 80 m).

## Wasserausstoß
Die Quelle ist für ihren hohen Wasserausstoß aus ihren acht Hauptquellschloten bekannt. Pro Sekunde werden 14.000 Liter Wasser ausgestoßen. Eine Fernsehreportage bemerkte 1974, das dies ausreiche, eine Stadt in der Größe von Boston zu versorgen. Der Seeboden ist von weißem Sand bedeckt, der von kleineren Schloten ausgestoßen wird. Diese Schlote sind als „dancing sands“ („tanzende Sande“) bekannt.

## Bedeutung bei den Māori
Die Quellen sind beim New Zealand Historic Places Trust als Wahi Tapu der Māori registriert.
Die Quelle ist in der Legende der Wohnort des weiblichen Taniwha Huriawa, einer der bedeutendsten drei Taniwha von Aotearoa. Sie reist tief unter Land und Wasser und reinigt blockierte Wasserwege. Sie ist mutig und weise und man glaubt, dass sie in den Wassern der Waikoropupū Springs ruht, wenn sie nicht unterwegs ist.
Nach der Tradition der Māori ist das Wasser ein Taonga (Schatz) und Wahi Tapu (heiliger Platz) für die Ureinwohner der Region und des ganzen Landes. Das Wasser gilt als „waiora“, die reinste Form des Wassers und spirituelle und physische Quelle des Lebens. Daher wurde das Wasser für Heilzwecke und Zeremonien anlässlich von Geburt und Tod und Abschied und Wiederkehr von Reisenden verwendet.
Bisher erhielten nur wenige Taucher die Erlaubnis, den Quellsee zu betauchen.